# Villiaumit
Villiaumit ist ein selten vorkommendes Mineral aus der Mineralklasse der „Halogenide“ mit der chemischen Zusammensetzung NaF und ist damit chemisch gesehen Natriumfluorid.
Villiaumit kristallisiert im kubischen Kristallsystem, entwickelt jedoch nur selten mit bloßem Auge sichtbare Kristalle, die dann aber bis zu 15 cm Größe erreichen können. Meist findet sich das Mineral in Form körniger bis massiger Mineral-Aggregate. Die Oberflächen der durchsichtigen bis durchscheinenden Kristalle zeigen einen glasähnlichen Glanz. Aufgrund von Fremdbeimengungen oder Einwirkung von ionisierender Strahlung radioaktiver Substanzen kann Villiaumit eine dunkelrote bis karminrote, orangebraune oder lavendelrosa Farbe annehmen. Die Strichfarbe ist dagegen blassrot bis weiß.

## Etymologie und Geschichte
Entdeckt wurde das Mineral in der Probensammlung Maxime Villiaume, einem Offizier des im Norden Madagaskars stationierten Kolonialartilleriekorps, der beim Erwerb von Mineralien- und Gesteinsammlungen in Madagaskar und Guinea half.
Auf einer der Proben von der zu den Îles de Los gehörenden Insel Roume in Guinea fand Antoine Lacroix das bisher unbekannte Mineral. Seine Analyseergebnisse und wissenschaftliche Beschreibung publizierte er 1908 im Comptes Rendus Hebdomadaires des Séances de l’Académie des Sciences de Paris und benannte das Mineral zu Ehren seines Entdeckers Villiaumit.
Das Typmaterial (Cotyp) des Minerals wird im Muséum national d’histoire naturelle (Sigel MNHN bzw. englisch MHN) unter der Katalog-Nr. 108.220/6 aufbewahrt.

## Klassifikation
Bereits in der veralteten 8. Auflage der Mineralsystematik nach Strunz gehörte der Villiaumit zur Mineralklasse der „Halogenide“ und dort zur Abteilung „Einfache Halogenide“, wo er zusammen mit Bromargyrit, Carobbiit, Chlorargyrit, Halit und Sylvin die „Halit-Reihe“ mit der Systemnummer III/A.02 bildete.
In der zuletzt 2018 überarbeiteten Lapis-Systematik nach Stefan Weiß, die formal auf der alten Systematik von Karl Hugo Strunz in der 8. Auflage basiert, erhielt das Mineral die System- und Mineralnummer III/A.02-010. Dies entspricht ebenfalls der Abteilung „Einfache Halogenide“, wo Villiaumit zusammen mit Bromargyrit, Griceit, Carobbiit, Chlorargyrit, Halit und Sylvin eine unbenannte Gruppe mit der Systemnummer III/A.02 bildet.
Die von der International Mineralogical Association (IMA) zuletzt 2009 aktualisierte 9. Auflage der Strunz’schen Mineralsystematik ordnet den Villiaumit in die etwas verfeinerte Abteilung der „Einfachen Halogenide ohne H2O“ ein. Diese ist zudem weiter unterteilt nach dem Stoffmengenverhältnis von Metall (M) zu Halogen (X), so dass das Mineral entsprechend seiner Zusammensetzung in der Unterabteilung „M : X = 1 : 1 und 2 : 3“ zu finden ist, wo es zusammen mit Carobbiit, Griceit, Halit, Sylvin die „Halitgruppe“ mit der Systemnummer 3.AA.20 bildet.
Auch die vorwiegend im englischen Sprachraum gebräuchliche Systematik der Minerale nach Dana ordnet den Villiaumit in die Klasse und gleichnamige Abteilung der „Halogenide“ ein. Hier ist er ebenfalls in der „Halitgruppe“ mit der Systemnummer 09.01.01 innerhalb der Unterabteilung „Wasserfreie und wasserhaltige Halogenide mit der Formel AX“ zu finden.

## Kristallstruktur

Struktur von Villiaumit

Villiaumit kristallisiert im kubischen Kristallsystem in der Raumgruppe Fm3m (Raumgruppen-Nr. 225) mit dem Gitterparameter a = 4,634 Å sowie vier Formeleinheiten pro Elementarzelle.
Die Kristallstruktur von Villiaumit gleicht der Natriumchlorid-Struktur, nur dass Fluor-Ionen die Gitterplätze der Chlor-Ionen besetzen.

## Eigenschaften
Synthetischer Villiaumit (Natriumfluorid) ist farblos und durchsichtig. Auch natürlicher Villiaumit lässt sich durch Erhitzen auf 300 °C entfärben.
Villiaumit ist wasserlöslich und bildet eine farblose Lösung. Kommt es mit Säuren in Berührung, bildet sich giftiger Fluorwasserstoff.
Unter UV-Licht zeigt das Mineral eine dunkelrote oder orange bis gelbe  Fluoreszenz.

## Bildung und Fundorte

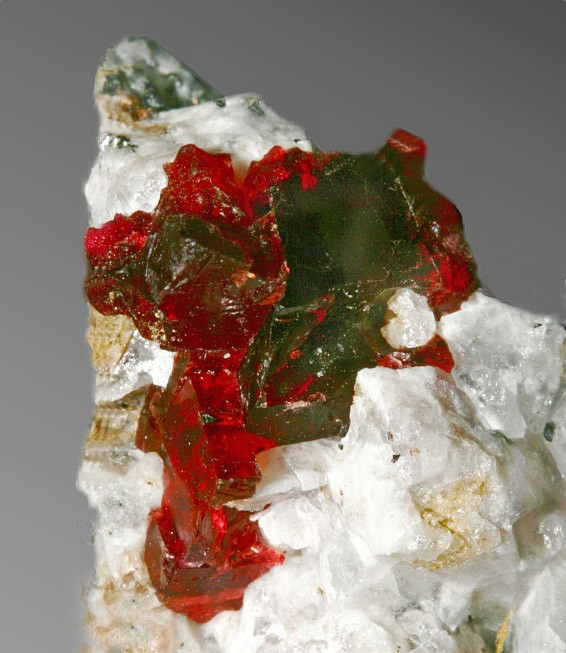
Ein kräftig roter Villiaumitkristall im Muttergestein

Villiaumit bildet sich in Nephelin-Syeniten durch Reaktion von Nephelin, Aegirin und Fluor zu Villiaumit, Albit, Magnetit und Sauerstoff. Quarz verhindert dagegen die Bildung von Villiaumit. Selten bildet es sich auch in trocken gefallenen Salzseen.
Als seltene Mineralbildung ist Villiaumit nur von wenigen Fundorten beziehungsweise wenigen Proben bekannt geworden, wobei bisher rund 40 Fundorte dokumentiert sind (Stand 2022).
Neben seiner Typlokalität Rouma fand sich das Mineral auf der nahe gelegenen und ebenfalls zur Inselgruppe Îles de Los gehörenden Insel Kassa. Weitere afrikanische Fundorte sind der Magadisee, ein Natronsee im Magadi-Natron-Becken im kenianischen Kajiado County; die Aris-Steinbrüche nahe der gleichnamigen Stadt in der namibischen Gemeinde Windhoek und der Vulkan Ol Doinyo Lengai im Arusha-Gebiet von Tansania.
Weitere bekannte Fundorte unter anderem Poços de Caldas im brasilianischen Bundesstaat Minas Gerais, der Steinbruch Poudrette am Mont Saint-Hilaire und der Steinbruch Demix-Varennes in der Gemeinde Marguerite-D’Youville (ehemals Lajemmerais) in der Provinz Québec sowie die Alkali-Lagerstätte Nechalacho im Syenitkomplex des Thor Lake im Mackenzie-Distrikt in Kanada, die uranlagerstätte Kvanefjeld im Ilimmaasaq-Komplex nahe Narsaq (Kommune Kujalleq) auf Grönland (Dänemark), die Karbonatite im Fen-Komplex nahe der Ortschaft Nome in der norwegischen Provinz Telemark, mehrere Fundstätten in den Chibinen (Koaschwa, Kukiswumtschorr, Raswumtschorr) und der Lowosero-Tundra (Alluaiw, Karnassurt, Kedykverpakhk) in Russland sowie die Porphry Mountain bei Jamestown in Colorado und der Steinbruch Point of Rocks bei Springer in New Mexico in den Vereinigten Staaten von Amerika.

## Verwendung
Aufgrund seiner Seltenheit hat Villiaumit als Rohstoff keine Bedeutung, auch wenn es für die Verbindung Natriumfluorid zahlreiche Verwendungsmöglichkeiten gibt. Diese ist jedoch einfacher synthetisch herzustellen.
Trotz seiner Giftigkeit ist das seltene Mineral aufgrund seiner ansprechenden Farbe ein begehrtes Sammlermineral, dass für diese gelegentlich sogar in verschiedenen Schmuckstein-Schliffen facettiert angeboten wird.

## Vorsichtsmaßnahmen
Aufgrund seiner Toxizität sollten Mineralproben von Villiaumit nur in staubdichten Behältern aufbewahrt werden. Ebenso sollte eine Aufnahme in den Körper (Inkorporation, Ingestion) auf jeden Fall verhindert und zur Sicherheit direkter Körperkontakt vermieden sowie beim Umgang mit dem Mineral Mundschutz und Handschuhe getragen werden.